# الغيل (الجوف)

تعديل مصدري - تعديل

الغيل هي مدينة ومركز مديرية الغيل بمحافظة الجوف اليمنية، بلغ تعداد سكانها 8015 نسمة حسب الإحصاء الذي أجري عام 2004.